# جيريت إي. لانسينغ
جيريت إي. لانسينغ هو محامي وقاضي وسياسي أمريكي، ولد في 4 أغسطس 1783 في ألباني في الولايات المتحدة، وتوفي بنفس المكان في 3 يناير 1862. نشط حزبياً في الحزب الديمقراطي. وقد انتخب عضو مجلس النواب الأمريكي ‏.